# Oroplastika

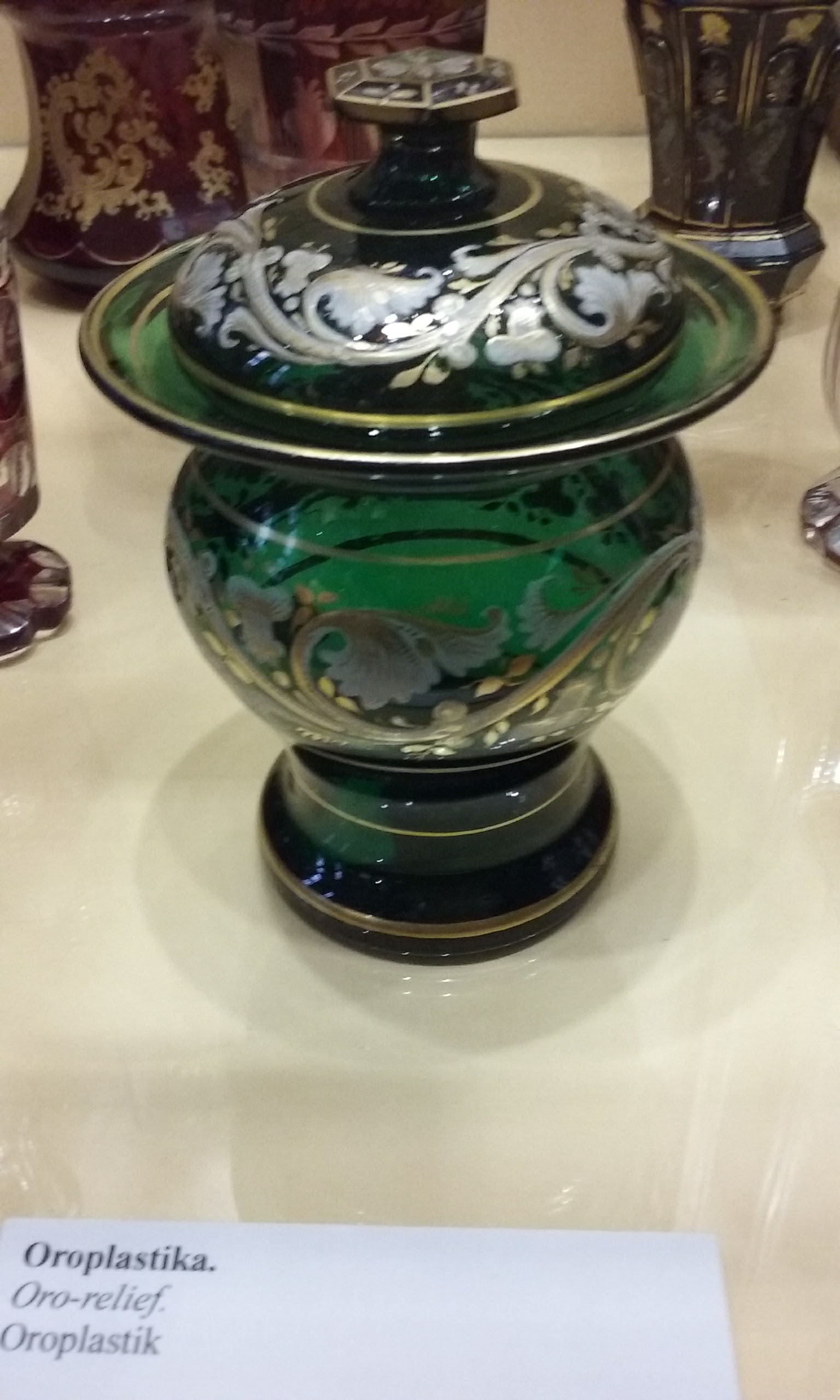
Oroplastika

Oroplastika je forma plastiky, která se vyznačuje tím, že je leptaná do hloubky a různého materiálu. Dekorována je nejčastěji zlatým pásem. Původním držitelem patentu na oroplastiku je sklárna Moser. 